# NGC 5437
NGC 5437 est une galaxie lenticulaire située dans la constellation de la Bouvier. Sa vitesse par rapport au fond diffus cosmologique est de 7 283 ± 18 km/s, ce qui correspond à une distance de Hubble de 107,4 ± 7,5 Mpc (∼350 millions d'al). NGC 5437 a été découverte par l'astronome allemand Wilhelm Tempel en 1883. Cette galaxie a aussi été observée par l'astronome français Guillaume Bigourdan le 12 mai 1896 et elle a été inscrite à l'Index Catalogue sous la cote IC 4365.
Aucun bras n'est visible sur l'image obtenue des données du relevé SDSS, aussi la classification de galaxie lenticulaire par le professeur Seligman semble plus approprié que la classification de spirale préconisée par la base de données HyperLeda et par Wolfgang Steinicke.
NGC 5437 est une galaxie active (AGN). Selon la base de données Simbad, NGC 5437 est une galaxie LINER, c'est-à-dire une galaxie dont le noyau présente un spectre d'émission caractérisé par de larges raies d'atomes faiblement ionisés.
À ce jour, une mesure non basée sur le décalage vers le rouge (redshift) donne une distance d'environ 108,000 Mpc (∼352 millions d'al). Cette valeur est à l'intérieur des valeurs de la distance de Hubble.